# Villabassa
Villabassa, németül: Niederdorf, település Olaszországban, Bolzano autonóm megyében (Dél-Tirolban). Lakosainak száma 1612 fő (2023. január 1.). Villabassa Dobbiaco, Monguelfo-Tesido, Braies és Valle di Casies községekkel határos.

## Népesség
A település népességének változása:
| Lakosok száma | 1426 | 1593 | 1605 | 1612 |
|               | 2008 | 2017 | 2018 | 2023 |